# Franz Heger (Intendanzrat)
Franz Heger (* 25. März 1898 in Dresden; † 9. August 1989 in Augsburg) war ein deutscher Intendanzrat,  Kommunalpolitiker und Parteifunktionär (NSDAP). Er war Mitbegründer der Theaterfachgruppe der NSDAP in Dresden und „Gauleiter“ der Theaterfachgruppen im Gau Sachsen.

## Leben und Wirken
Er war der Sohn des Friseurs und späteren Maskenbildners Franz Richard Heger und dessen Ehefrau Frida Elisabeth Heger geborene Tröger und kam 1898 in der Wolfnitzstraße 5 in Dresden zur Welt. Nach dem Schulbesuch nahm er eine Friseurlehre auf und trat – unterbrochen durch seine Teilnahme am Ersten Weltkrieg – in die Fußstapfen des Vaters. Als dieser Maskenbildner an der Semperoper wurde, assistierte er ihm und wirkte als Friseur am Theater.
Heger trat zum 1. Juni 1930 der NSDAP bei (Mitgliedsnummer 266.697). Auf seine und die Anregung des Schauspielers Reinhold Bauer erfolgte 1930 die Gründung einer NSDAP-Theaterfachgruppe in Dresden, aus der erst die Ortsgruppe Abt. Theater der NSDAP und dann die Ortsgruppe „Am Taschenberg“ hervorging. Deren Mitglieder, darunter Alexis Posse, berichteten den Nationalsozialisten hausinterne Angelegenheiten des Theaters. Ein Ziel der Gruppe war, das Theater von der „Beherrschung durch Fremdrassige“ zu befreien und wieder zu einem „deutschen Theater“ zu machen.
1931 übernahm Heger die Funktion des „Gauleiter“ aller nationalsozialistischen Theatergruppen in Sachsen. Mit der Bildung der Ortsgruppe Abt. Theater wurde er NSDAP-Ortsgruppenleiter. Außerdem wurde er 1932 zum Stadtverordneten gewählt und am 29. März 1935 zum Ratsherrn ernannt. Im Theater wurde er nach der „Machtergreifung“ der Nationalsozialisten 1933 vom Friseur und Maskenbildnerassistenten zum Verwaltungsdirektor und später zum Intendanzrat ernannt. Zuvor hatte er gemeinsam mit Alexis Posse u. a. dafür gesorgt, dass der Generalmusikdirektor Fritz Busch vor Beginn einer Rigoletto-Vorstellung an der Semperoper von SA-Männern vom Pult gebrüllt wurde und sein Amt aufgeben musste. Als Adolf Hitler am 27. Mai 1934 in Dresden die Aufführung von Richard Wagners Oper Tristan und Isolde besuchte, wurde ihm Heger hinter der Bühne persönlich vorgestellt. Er führte ein längeres Gespräch mit ihm. Heger schloss sich auch der SS an (SS-Nummer 291.372).
Heger blieb bis zum Ende des Zweiten Weltkrieges als Intendanzrat am Sächsischen Staatstheater. Später folgte er seinem früheren Parteifreund Reinhold Bauer nach Augsburg, wo er 1989 starb.